# Isle-Saint-Georges
Isle-Saint-Georges ist eine französische Gemeinde im Département Gironde in der Region Nouvelle-Aquitaine. Die Gemeinde liegt im näheren Einzugsgebiet der Stadt Bordeaux. Während Isle-Saint-Georges im Jahr 1962 noch über 368 Einwohner verfügte, zählt man aktuell 516 Einwohner (Stand 1. Januar 2022).
Die Gemeinde gehört zum Kanton La Brède im Arrondissement Bordeaux.

## Bevölkerungsentwicklung
| Jahr                      | 1962 | 1968 | 1975 | 1982 | 1990 | 1999 | 2009 | 2016 |
| Einwohner                 | 368  | 442  | 501  | 510  | 541  | 522  | 530  | 529  |
| Quelle: Cassini und INSEE |      |      |      |      |      |      |      |      |

## Sehenswürdigkeiten

Kirche Saint-Georges

- Kirche Saint-Georges

## Weinbau
Isle-Saint-Georges ist ein Weinbauort in der Weinbauregion Graves.